# Roderick Strong
Christopher Lindsey, meglio conosciuto con il ring name Roderick Strong (Eau Claire, 26 luglio 1983), è un wrestler statunitense sotto contratto con la All Elite Wrestling.
È noto anche per i suoi trascorsi nella WWE dal 2016 al 2022 dove ha vinto una volta l'NXT North American Championship, una volta l'NXT Cruiserweight Championship e due volte l'NXT Tag Team Championship (una volta in coppia con Kyle O'Reilly e una volta in team con Adam Cole, Bobby Fish e Kyle O'Reilly)
È noto, inoltre, per i suoi trascorsi nella Ring of Honor dove ha detenuto una volta il ROH World Championship e due volte il ROH World Television Championship.

## Biografia
Christopher Lindsey è nato a Eau Claire, nel Wisconsin, ma si è trasferito in Florida da bambino. Dopo aver studiato alla Riverview High School, si è recato all'università per studiare economia, ma dopo due anni ha abbandonato gli studi.

## Carriera

### Gli esordi (2000–2003)
Ha avuto la sua prima lotta il suo primo match nelle serie minori della Independent Professional Wrestling, partecipando ad una Battle royal a 20 uomini. Inizialmente, si unisce alla Risk Factor, una stable composta da lui, The Kamikaze Kid e Kid Lethal. Successivamente va a fare coppia con suo fratello nella storyline, Sedrick Strong, vincendo gli IPW Tag Team Championship il 28 giugno 2002, strappandoli a Naphtali e Dagon Briggs. Perdono i titoli il 20 settembre, in favore di Scoot Andrews e Mike Sullivan in uno Steel Cage Tag Team Match, dove Roderick rimedia una commozione cerebrale. Roderick effettua un Turn Heel l'8 febbraio 2003, attaccando Sedrick dopo troppe sconfitte. Dopo che la IPW chiude nel 2003, Strong inizia a lavorare per la NWA Florida. Qui, conquista il Florida Unified Junior Heavyweight Championship sconfiggendo David Babylon. Perde il titolo contro Jerrelle Clark il 13 dicembre 2003 in un Fatal 4-Way. Sconfiggendo Mikey Batts il 21 febbraio, riconquista il titolo dopo che Clark aveva reso quest'ultimo vacante per aver vinto l'NWA World Junior Heavyweight Championship. Perde il titolo contro Sedrick Strong il 29 aprile 2004. Poi diventa allenatore della NWA Florida.

### Ring of Honor (2003–2016)
Strong debutta nella Ring of Honor (ROH) nel settembre del 2003. Il 22 maggio 2004, a Generation Next, forma una stable chiamata appunto "Generation Next" con Alex Shelley, Austin Aries e Jack Evans. La Generation scala le classifiche della ROH e a Midnight Express Reunion, sconfiggono CM Punk, Ace Steel, John Walters e Jimmy Jacobs. Strong inizia poi a lottare in coppia fissa con Jack Evans, mentre Aries viene presto cacciato dal gruppo. Strong ed Evans falliscono vari assalti ai titoli di coppia ROH. Il 9 luglio, Strong tenta addirittura l'assalto al ROH World Championship ma viene sconfitto da CM Punk. Al Survival of the Fittest 2005, Strong vince sconfiggendo Samoa Joe, Jay Lethal, Austin Aries e Colt Cabana, guadagnando un'altra opportunità per il titolo ROH. Dopo aver sconfitto Jimmy Rave, la sua valletta Jade Chung si unisce a Strong, diventando la sua manager. In un match durato 45 minuti, Strong non riesce a vincere il ROH World Championship, venendo sconfitto da Bryan Danielson. A Final Battle 2005, Strong e Austin Aries vincono i ROH World Tag Team Championship sconfiggendo Sal Rinauro e Tony Mamaluke. Perdono i titoli il 16 settembre 2006, contro Chris Hero e Claudio Castagnoli. Nel febbraio 2007, Strong tradisce Aries alleandosi con i No Remorse Corps di Davey Richards e i No Remorse iniziano subito un feud con la Resilience di Aries. Successivamente, Rocky Romero si unisce ai No Remorse Corps mentre Matt Cross ed Erick Stevens ai Resilience. Strong perde due Ironman Match da 30 minuti contro Aries, ma sconfigge Stevens, vincendo il FIP World Heavyweight Championship, ma perdendolo contro lo stesso Stevens a Final Battle 2007, e rivincendolo a FIP Redefined. A FIP Hot Summers perde il titolo FIP in un Dog Collar Match. All'evento Respect is Earned II, Richards tradisce Strong andando ad unirsi alla Sweet and Sour Inc. Strong inizia quindi un feud con la stable, che lo porta a perdere diversi match.
Il 22 maggio 2010, Strong effettua un turn heel, assumendo Truth Martini come suo nuovo manager. A Death Before Dishonor VIII, il 19 giugno, sconfigge Colt Cabana, Steve Corino, Shawn Daivari, Tyson Dux ed Eddie Edwards grazie all'aiuto di Martini, guadagnandosi una title shot per il ROH World Championship, che riuscirà a vincere a Glory by Honor IX, sconfiggendo Tyler Black in un No Disqualification Match. Dopo un periodo di assenza per un tour in Giappone, difende il titolo a Final Battle 2010 contro Davey Richards. Il 19 marzo, a Manhattan Mayhem IV, perde il titolo contro Eddie Edwards. Il 1º aprile, a Honor Takes Center Stage, sfida Richards in un rematch, ma Roderick viene sconfitto con la Ankle Lock. La seconda sera, perde anche contro El Generico. Dopo il match, Strong e il suo alleato Michael Elgin, attaccano Generico ma in suo aiuto arriva Cabana. Dopo poco, arriva anche Christopher Daniels, finge di aiutare Generico e Cabana, ma poi li attacca effettuando un turn heel e unendosi a Strong ed Elgin. Ai prime registrazioni televisive della ROH, Strong tenta l'assalto al titolo, ma perde contro Davey Richards. Il 31 marzo 2012, a Showdown in the Sun, sconfigge Jay Lethal conquistando il ROH World Television Championship e diventando il secondo Triple Crown Champion della federazione. Il 29 giugno perde il titolo contro Adam Cole. La stessa sera, in coppia con il suo compagno della House of Truth, Michael Elgin, viene battuto dai Bravados. Il giorno dopo, affronta Kevin Steen in un match valido per il titolo ROH, ma viene sconfitto. Il 14 luglio, si riscatta, battendo BJ Whitmer.

### Total Nonstop Action Wrestling (2005–2006)
Nella sua prima apparizione per la Total Nonstop Action Wrestling, Strong perde uno Showcase Match contro Austin Aries al PPV Unbreakable l'11 settembre 2005. Il 22 settembre, viene annunciata la sua prima per la federazione di Orlando e combatte nei primi tapings su Spike TV della federazione, perdendo contro AJ Styles. Dopo un Tour in Giappone, torna nel 2006 formando una stable con Austin Aries e Alex Shelley. Nel febbraio 2006, lui e Aries sono stati sospesi per essere arrivati in ritardo al PPV Against All Odds 2006. Ritorna in TNA nell'aprile 2006, ma viene quasi subito svincolato. Torna brevemente il 10 agosto 2010, lottando un dark match contro il wrestler locale Jamil Patel.

### Pro Wrestling Guerrilla (2005–2012)
Strong ha il suo primo match nella Pro Wrestling Guerrilla il 12 febbraio 2005, lottando solo due match in quell'anno. Dopo che lui e Jack Evans sconfiggono El Generico e Human Tornado, diventano primi sfidanti per le cinture di coppia PWG ma i campioni Davey Richards e Super Dragon hanno la meglio. Nel 2006, prende parte alla Battle of Los Angeles, perdendo contro Richards. Il 17 novembre 2006, Strong e Davey Richards sconfiggono Super Dragon e B-Boy, vincendo i PWG World Tag Team Championship. Tuttavia, Dragon e B-Boy rivincono le cinture il giorno dopo. Strong rivince le cinture di coppia col britannico PAC al Dynamite Duumvirate 2007, e lo stesso anno va molto vicino a vincere la Battle of Los Angeles, ma viene sconfitto in finale da CIMA. Nel 2008, rivince il DDT4 Tournament e ritornando campione di coppia stavolta insieme a Jack Evans. Perdono definitivamente i titoli contro Jimmy Jacobs e Tyler Black il 6 luglio 2008. Partecipa alla Battle of Los Angeles 2012, battendo Drake Younger al primo turno, ma perdendo contro Ricochet al secondo.

### WWE (2016–2022)

#### The Undisputed Era (2016–2020)
Strong ha fatto il suo debutto a NXT facendo coppia con Austin Aries durante il torneo Dusty Rhodes Tag Team Classic e sconfiggendo gli Heavy Machinery. Successivamente la WWE annuncia che Strong è entrato a far parte del Performance Center.
All'evento NXT TakeOver: New Orleans, durante il triple threat match per l'NXT Tag Team Championship, Strong tradisce il partner Pete Dunne e si unisce alla stable The Undisputed Era, effettuando un turn heel per la prima volta nella sua carriera in WWE. Il mattino seguente a WrestleMania Axxess, Strong si allea con O'Reilly per difendere l'NXT Tag Team Championship, diventando uno dei campioni in base alla Freebird Rule. All'evento Greatest Royal Rumble, Strong entra sul ring con il numero 34 ed elimina Rhyno prima di essere a sua volta eliminato da Baron Corbin.
A NXT TakeOver: Chicago II, O'Reilly e Strong sconfiggono Danny Burch e Oney Lorcan restando campioni di coppia NXT. Nel secondo giorno dell'edizione 2018 del torneo WWE United Kingdom Championship, O'Reilly e Strong perdono i titoli contro i Moustache Mountain (Tyler Bate e Trent Seven). Tuttavia, riconquistano le cinture l'11 luglio, quando Bate getta la spugna sul ring in seguito a un infortunio occorso a Seven. A NXT TakeOver: Brooklyn 4 del 18 agosto, la coppia sconfigge i Moustache Mountain difendendo le cinture. Tutti e quattro i membri della fazione Undisputed Era partecipano al WarGames match svoltosi a NXT TakeOver: WarGames il 17 novembre, scontrandosi con Ricochet, Pete Dunne e i War Machine, ma venendo sconfitti.
A NXT TakeOver: Phoenix il 26 gennaio 2019, Strong e O'Reilly perdono i titoli NXT Tag Team Championship contro i War Raiders, dopo un regno durato 219 giorni. All'evento NXT TakeOver: New York Strong interferisce durante il match tra Adam Cole e Johnny Gargano per l'NXT Championship. Successivamente, comincia un feud con Matt Riddle, che culmina in un match a NXT TakeOver: XXV dove Strong viene sconfitto da Riddle. Il 10 agosto prende parte senza successo a un triple threat match insieme a Pete Dunne e Velveteen Dream con in palio l'NXT North American Championship. Il 18 settembre durante la puntata inaugurale di NXT sul canale USA Network, Strong sconfigge Velveteen Dream grazie all'interferenza della Undisputed Era e conquista il titolo NXT North American Championship. Insieme agli altri membri della Undisputed Era, comincia un feud con Tommaso Ciampa, Riddle e Keith Lee che sfocia nel WarGames match disputatosi all'evento NXT TakeOver: WarGames, dove la Undisputed Era viene sconfitta dalla squadra composta da Ciampa, Lee, Dominik Dijakovic e Kevin Owens. La sera successiva alle Survivor Series, sconfigge Shinsuke Nakamura e A.J. Styles in un inter-brand triple threat match.
Il 22 gennaio 2020 perse il titolo North American Championship in favore di Keith Lee.
Segue un altro feud con Dexter Lumis, che era andato in aiuto di Velveteen Dream nel maggio 2020 durante la sua "guerra" alla Undisputed Era. In questo periodo, Dexter "rapisce" (kayfabe) Strong durante il pay-per-view NXT TakeOver: In Your House a giugno per impedirgli di interferire nel match tra Adam Cole e Dream. Strong resta profondamente traumatizzato dall'esperienza e, come conseguenza, sviluppa un vero e proprio terrore nei confronti di Dexter. I suoi compagni di stable tentano di aiutarlo mandandolo da una psicologa, ma la terapista si rivela essere Kyle O'Reilly travestito, istruito da Adam Cole che non vuole Strong passi dalla parte dei "buoni" a causa del trauma subito. Nel luglio 2020 a NXT The Great American Bash, Strong viene sconfitto da Dexter Lumis in uno strap match.
All'evento NXT Takeover: Vengeance Day, quando O'Reilly viene sconfitto da Finn Balor, Adam Cole aggredisce O'Reilly mandandolo knockout. Il 24 febbraio 2021, Adam Cole prima finge di volersi scusare per l'attacco, ma poi invece colpisce a tradimento anche Strong con un low blow.

#### The Diamond Mine (2021–2022)
Strong tornò dopo una lunga assenza nella puntata di NXT del 22 giugno 2021 insieme ad Hachiman e Tyler Rust attaccando Kushida, segnando la prima apparizione della Diamond Mine, la nuova stable creata dai tre con Malcolm Bivens come manager. Strong tornò sul ring nella puntata di NXT del 29 giugno sconfiggendo senza problemi Asher Hale. Nella puntata di NXT 2.0 del 21 settembre Strong sconfisse Kushida conquistando l'NXT Cruiserweight Championship per la prima volta. Nella puntata di NXT 2.0 del 28 settembre Strong mantenne la cintura dei pesi leggeri appena vinta contro Grayson Waller. Nella puntata speciale NXT Halloween Havoc del 26 ottobre Strong sconfisse Odyssey Jones in un match non titolato. Il 5 dicembre, a NXT WarGames, Strong conservò il titolo contro Joe Gacy (nonostante quest'ultimo non fosse un peso leggero). Nella puntata speciale NXT New Year's Evil del 4 gennaio Strong affrontò Carmelo Hayes in un match valevole per l'unificazione dell'NXT Cruiserweight Championship con l'NXT North American Championship di Hayes ma venne sconfitto, perdendo la cintura dopo 105 giorni di regno. Successivamente, Strong apparve anche ad NXT UK il 17 marzo affrontando e sconfiggendo Wolfgang, lanciando poco dopo una sfida a Il'ja Dragunov per l'NXT United Kingdom Championship. Nella puntata di NXT 2.0 del 22 marzo Strong venne sconfitto da Solo Sikoa, fallendo nell'opportunità di inserirsi nel Ladder match per l'NXT North American Championship a NXT Stand & Deliver. La settimana dopo, Strong ebbe un'altra opportunità di qualificarsi al suddetto incontro in un Triple Threat match che comprendeva anche A-Kid e Cameron Grimes ma il match venne vinto da Grimes. Nella puntata di NXT UK del 7 aprile Strong affrontò Il'ja Dragunov per l'NXT United Kingdom Championship ma venne sconfitto. Il 5 luglio, nella puntata speciale NXT The Great American Bash, Strong e Damon Kemp affrontarono i Creed Brothers per l'NXT Tag Team Championship (nonostante fossero compagni di stable) ma vennero sconfitti.
Nel novembre del 2022 Strong lasciò la WWE.

### All Elite Wrestling (2023–presente)
Il 26 aprile 2023 fece il suo debutto a sorpresa nella All Elite Wrestling, apparendo su AEW Dynamite e salvando Adam Cole da un attacco della Jericho Appreciation Society. La settimana successiva, Strong, Cole, Orange Cassidy e Bandido sconfissero la JAS. Nella puntata di Dynamite del 17 maggio, sconfigge Chris Jericho in un falls count anywhere match, con l'aiuto di Cole.
Il 1º luglio partecipa all'Owen Hart Foundation Men’s Tournament, perdendo contro Samoa Joe nei quarti di finale del torneo. Nell'agosto 2023, Strong, infortunatosi al collo (kayfabe), insieme a The Kingdom si confrontò con Adam Cole per la sua alleanza con MJF. Il 6 settembre a Dynamite, partecipò al Grand Slam Tournament, sconfiggendo Trent Beretta ai quarti, Darby Allin in semifinale e perdendo in finale contro Samoa Joe il 13 settembre. Dopo il match Strong si infortunò nuovamente al collo (kayfabe).
Il 3 gennaio 2024 a Dynamite, Cole annunciò che la sua stable aveva cambiato nome in The Undisputed Kingdom e dichiarò gli scopi della stessa, che includevano far vincere a Strong il titolo AEW International Championship. Il 17 gennaio, Strong, Bennett e Taven si confrontano con l'International Champion Orange Cassidy al termine di un suo match. Cassidy si offre di difendere la sua cintura contro Strong quella sera stessa, ma lui rifiuta dicendo di volerlo affrontare sul ring al ppv Revolution. All'evento, Strong sconfisse Orange Cassidy per il titolo, vincendo la sua prima cintura in AEW. Il 13 aprile a Battle of the Belts X, sconfisse Rocky Romero in un AEW International Championship eliminator match. In seguito affrontò Kyle O'Reilly sconfiggendolo a Dynasty. Il 26 maggio a Double or Nothing, Strong cedette il titolo a Will Ospreay, dopo un regno da campione durato 84 giorni.

## Personaggio

### Mosse finali
- Jumping high knee

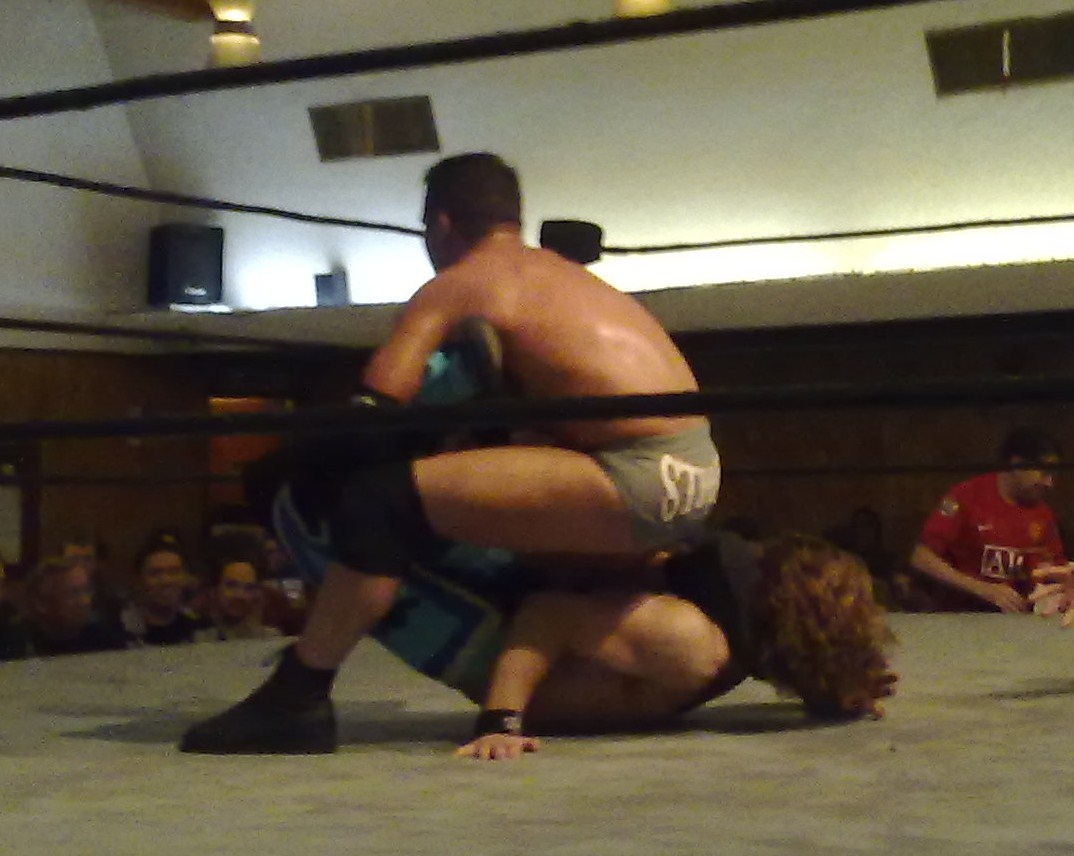
Roderick Strong mentre applica la Strong Hold su Johnny Goodtime

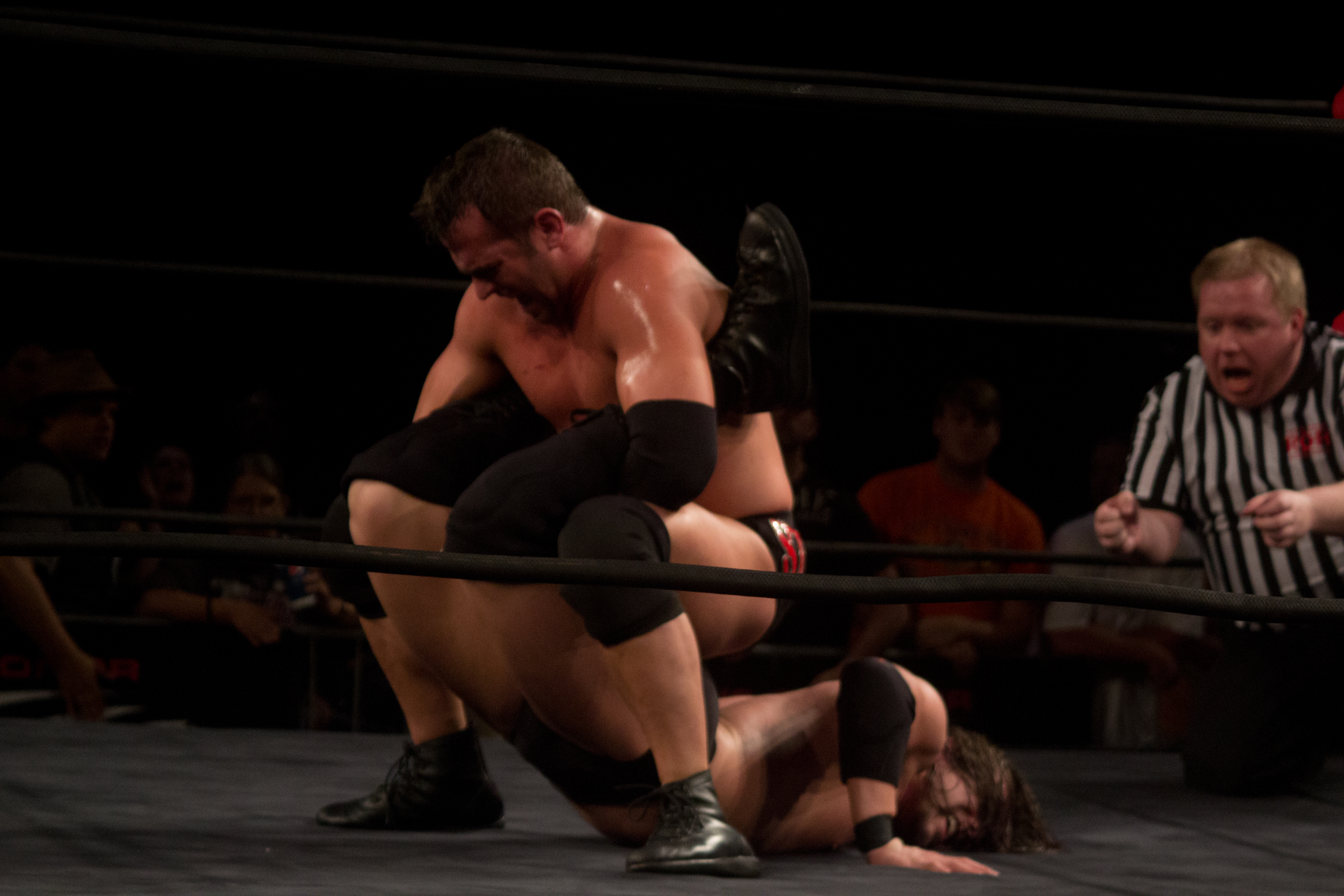
Roderick Strong mentre applica una Boston crab su Adam Cole

- End of Heartache/Strong Breaker (Vertical suplex seguito da una Double knee backbreaker)
- Sick Kick (Running single leg dropkick)
- Strong Hold (Elevated Boston crab con un knee to the back o una straight jacket choke) − 2018−presente
- Strong Slam (Olympic Slam)

### Soprannomi
- "The Messiah of the Backbreaker"
- "Mr. Ring of Honor"

## Titoli e riconoscimenti
- All Elite Wrestling

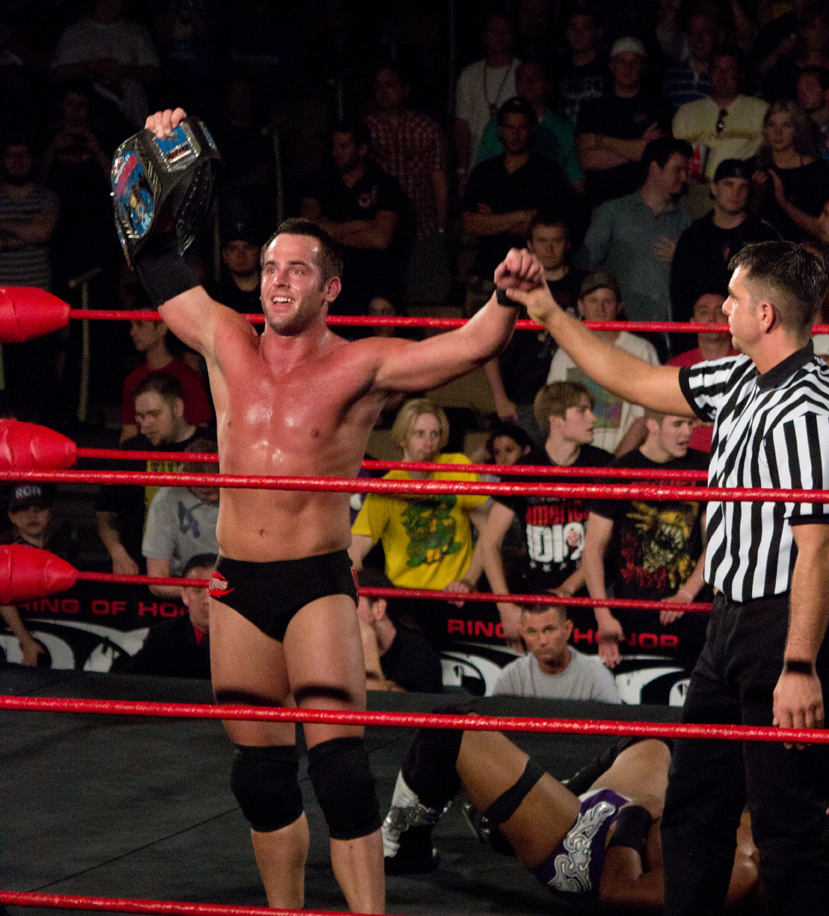
Roderick Strong con il ROH World Television Championship, titolo che ha vinto due volte

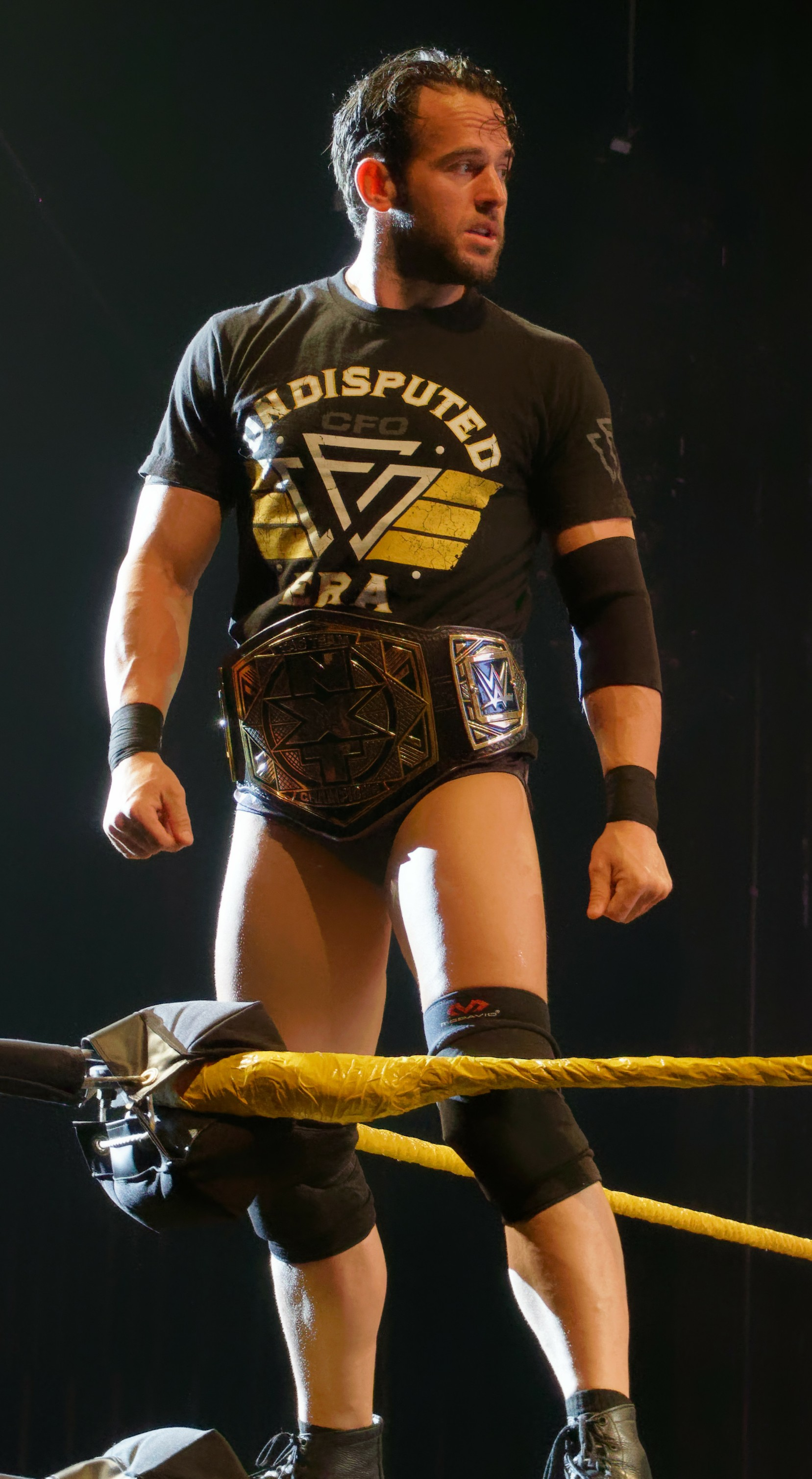
Strong con l'NXT Tag Team Championship, di cui è un due volte detentore dell'NXT Tag Team Championship assieme a dAdam Cole, Bobby Fish e Kyle O'Reilly (durante il primo regno con questi tre e nel secondo regno solo con O'Reilly)

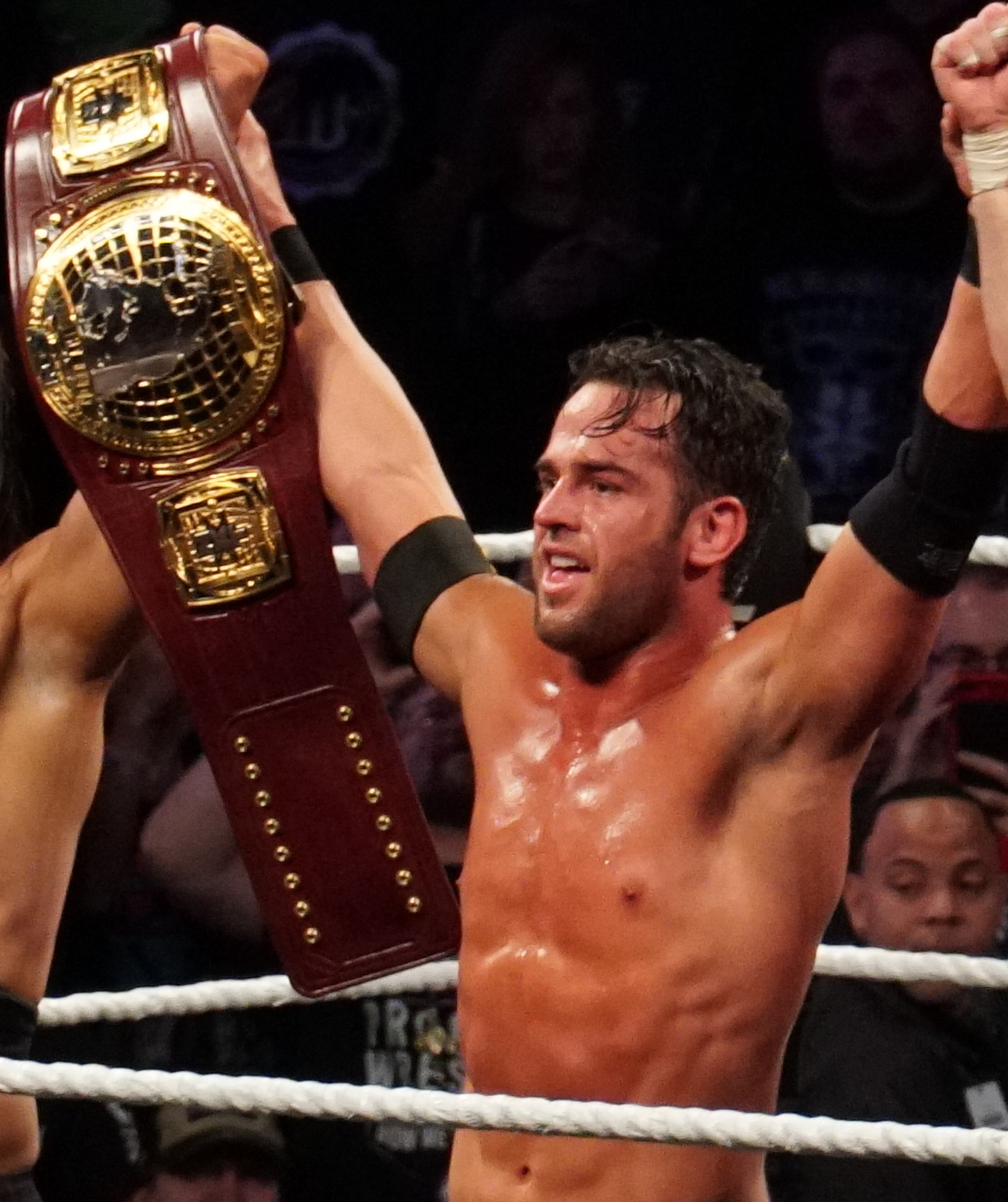
Strong con l'NXT North American Championship, titolo che ha vinto una volta con 126 giorni di regno

  - AEW International Championship (1)[20]
- American Wrestling Federation
  - AWF Heavyweight Championship (1)
- Championship Wrestling from Florida
  - NWA Florida X Division Championship (3)
- Full Impact Pro
  - FIP Tag Team Championship (2) – con Erick Stevens (1) e Rich Swann (1)
  - FIP World Heavyweight Championship (2)
- Florida Entertainment Wrestling
  - FEW Heavyweight Championship (1)
- Independent Professional Wrestling
  - IPW Florida Unified Cruiserweight Championship (1)
  - IPW Tag Team Championship (1) – con Sedrick Strong
- Independent Wrestling Association East Coast
  - IWA East Coast Heavyweight Championship (1)
- Independent Wrestling Association Mid-South
  - Revolution Strong Style Tournament (2008)
- Lethal Wrestling Federation
  - LWF Heavyweight Championship (1)
- Premiere Wrestling Xperience
  - PWX Tag Team Championship (1) – con Eddie Edwards
- Pro Wrestling Guerrilla
  - PWG World Tag Team Championship (3) – con Davey Richards (1), Jack Evans (1) e PAC (1)
  - PWG World Championship (1)
  - Dynamite Duumvirate Tag Team Title Tournament (2007) – con Pac
  - Dynamite Duumvirate Tag Team Title Tournament (2008) – con Jack Evans
- Pro Wrestling Illustrated
  - 13º tra in 500 migliori wrestler singoli nella PWI 500 (2011, 2016)
- Ring of Honor
  - ROH World Television Championship (2)
  - ROH World Championship (1)
  - ROH World Tag Team Championship (1) – con Austin Aries
  - Survival of the Fittest (2005)
  - Honor Gauntlet (2010)
  - Toronto Gauntlet (2010)
  - ROH Triple Crown Champion
- SoCal Uncensored
  - Match of the Year (2006)
  - Match of the Year (2013)
- South Florida Championship Wrestling
  - SFCW Heavyweight Championship (1)
  - SFCW Tag Team Championship (1) – con Justin Venom
- WWE
  - NXT Tag Team Championship (2) – con Adam Cole, Bobby Fish e Kyle O'Reilly (1) e Kyle O'Reilly (1)[21]
  - NXT Cruiserweight Championship (1)
  - NXT North American Championship (1)
  - NXT Year-End Award (2)
    - Tag Team of the Year (edizione 2018) - con Kyle O'Reilly
    - Tag Team of the Year (edizione 2020) - con Adam Cole, Bobby Fish e Kyle O'Reilly
- Wrestling Observer Newsletter
  - 5 Star Match (2018) - con Kyle O'Reilly vs. Moustache Mountain l'11 luglio
  - Most Improved Wrestler (2005)